# Station Gorzupia
Station Gorzupia is een spoorwegstation in de Poolse plaats Gorzupia.